# Cleanroom Software Engineering
Cleanroom Software Engineering (методология «чистой комнаты») — процесс разработки программного обеспечения, предназначенный для создания программного обеспечения с сертифицируемым уровнем надёжности. Cleanroom был первоначально разработан Харланом Миллзом и несколькими его коллегами, в том числе Аланом Хевнером из IBM. Основной принцип cleanroom состоит в том, что предупреждение дефектов лучше, чем их устранение. Название Cleanroom («чистая комната») взято из электронной промышленности — так называются помещения с высокой степенью защиты от загрязнений, позволяющие предотвратить появление дефектов в процессе производства полупроводников. Впервые процесс был применён в середине-конце 80-х годов.

## Основные принципы
- Разработка программного обеспечения основывается на формальных методах.
- Инкрементальная реализация в рамках статистического контроля качества
- Статистическое тестирование
- Формальная верификация